# One Piece: Gigant Battle! 2 New World
One Piece: Gigant Battle! 2 New World (ワンピース ギガントバトル! 2 新世界?, Wanpīsu: Giganto Batoru! 2 Shinsekai) è un videogioco del genere picchiaduro per Nintendo DS, pubblicato da Bandai e sviluppato da Ganbarion. È il seguito di One Piece: Gigant Battle!. Il videogioco è stato pubblicato in Giappone il 17 novembre 2011. A differenza del precedente gioco sono presenti personaggi e ambientazioni delle saghe del Post-Marineford e dell'Isola degli uomini-pesce.

## Personaggi
In One Piece: Gigant Battle! 2 New World sono presenti 45 personaggi giocabili e 55 di supporto. In totale sono presenti 100 personaggi.

### Personaggi giocabili
| - Monkey D. Rufy (dopo il timeskip) - Roronoa Zoro (dopo il timeskip) - Nami (dopo il timeskip) - Usop (dopo il timeskip) - Sanji (dopo il timeskip) - TonyTony Chopper (dopo il timeskip) - Nico Robin (dopo il timeskip) - Franky (dopo il timeskip) - Brook (dopo il timeskip) - Nefertari Bibi - Koby - Smoker |  | - Boa Hancock - Jinbe - Emporio Ivankov - Drakul Mihawk - Orso Bartholomew - Donquijote Doflamingo - Crocodile - Magellan - Kizaru - Akainu - Aokiji - Marshall D. Teach |  | - Shanks - Edward Newgate - Portuguese D. Ace - Marco - Bagy - Wapol - Ener - Rob Lucci - Shiki - Trafalgar Law - Eustass Kidd - X Drake |  | - Caribou - Vander Decken IX - Hody Jones - Monkey D. Rufy (prima del timeskip) - Roronoa Zoro (prima del timeskip) - Nami (prima del timeskip) - Usop (prima del timeskip) - Sanji (prima del timeskip) - TonyTony Chopper (prima del timeskip) |

### Personaggi di supporto
| - Spandam - Kaku - Tashigi - Monkey D. Garp - Shiryu - Lafitte - Mr. 3 - Mr. 2 Von Clay - Gekko Moria - Kuro - Don Krieg - Sengoku - Sentomaru - Foxy |  | - Arlong - Gol D. Roger - Silvers Rayleigh - Nightmare Rufy - Gaimon - Dugonghi Kung-Fu - Jozu - Inazuma - Monkey D. Dragon - Kayme e Pappagu - Hatchan - Jewelry Bonney - Hannyabal - Urouge |  | - Mr. 1 - Perona - Pandaman - Scratchmen Apoo - Basil Hawkins - Bepo - Curly Dadan - Capone Bege - Hina - Ben Beckman, Lucky Lou e Yasop - Doc Q - Brook (prima del timeskip) - Nico Robin (prima del timeskip) - Franky (prima del timeskip) |  | - Sady-chan - Duval - Margaret, Sweet Pea e Aphelandra - Odacchi - Kureha - Hyozo - Wiper - Pell - Ace (bambino), Rufy (bambino) e Sabo - Tattica 15: Big Emperor - Chopperman - Shirahoshi - Nettuno |

## Scenari
Di seguito sono riportati gli scenari del mondo di One Piece nei quali sono ambientate le battaglie del videogame.
- Thousand Sunny
- Gray Terminal
- Isola di allenamento dei Cappello di Paglia - Parte 1 (Rusukaina + Namakura + Weatheria + Regno degli uccelli)
- Isola di allenamento dei Cappello di Paglia - Parte 2 (Momoiro + Karakuri + Tequila Wolf + Arcipelago Boin + Kuraigana)
- Strong World
- Isola degli uomini-pesce - Covo delle Sirene
- Isola degli uomini-pesce - Foresta marina
- Mare Orientale
- Merry's Lagoon (isola di Drum + regno di Alabasta)
- Judicial Sky (Skypiea + Enies Lobby + Thriller Bark)
- Thousand Sunny (prima del timeskip)
- Sabaody GR 1
- Sabaody Park
- Arena delle Kuhja
- Impel Down
- Marineford
- New World
- Sabaody Concert Dome
- Last Resort
- Luogo dell'ultimo incontro di Roger e Barbabianca

## Accoglienza
Al momento dell'uscita, i quattro recensori della rivista Famitsū hanno dato un punteggio di 33/40.